# Auriga (U-Boot)
Die Auriga, auch HMS Auriga (Schiffskennung: P419, später S69), war ein U-Boot der Royal Navy, das zur Amphion-Klasse gehörte, die auch als A-Klasse oder als Acheron-Klasse bezeichnet wird. Die U-Boote der Amphion-Klasse wurden für den Einsatz in Fernost entwickelt, wo die Größe des Pazifischen Ozeans große Reichweite, hohe Oberflächengeschwindigkeit und relativen Komfort für die Besatzung zu wichtigen Merkmalen machte, um viel größere Patrouillenbereiche und längere Zeiträume auf See zu ermöglichen, als es die britischen U-Boote, die im Atlantik oder im Mittelmeer stationiert waren, nötig hatten.
Sie wurde am 7. Juni 1944 in der Werft von Vickers-Armstrong in Barrow-in-Furness, der einzigen U-Boot-Werft Großbritanniens, auf KIel gelegt, lief am 29. März 1945 vom Stapel und wurde am 12. Januar 1946 fertiggestellt. Wie bei allen Booten der Amphion-Klasse beginnt ihr Name mit dem Buchstaben A, das lateinische Wort auriga bedeutet Wagenlenker.

## Aufbau
Wie alle U-Boote der Amphion-Klasse hatte die Auriga eine Verdrängung von 1.360 Tonnen an der Oberfläche und 1.590 Tonnen unter Wasser. Sie hatte eine Gesamtlänge von 89,46 m, eine Breite von 6,81 m und einen Tiefgang von 5,51 m. Angetrieben wurde das U-Boot von zwei Admiralty-ML-Achtzylinder-Dieselmotoren mit einer Leistung von jeweils 2.150 PS (1.600 kW). Es enthielt auch vier Elektromotoren mit einer Leistung von jeweils 625 PS (466 kW), die zwei Wellen antrieben. Es konnte maximal 219 Tonnen Diesel bunkern, nahm aber normalerweise zwischen 159 und 165 Tonnen auf.
Das U-Boot hatte eine maximale Oberflächengeschwindigkeit von 18,5 Knoten (34,3 km/h) und eine Unterwassergeschwindigkeit von 8 Knoten (15 km/h). Getaucht konnte es 90 Seemeilen (170 km) mit 3 Knoten (5,6 km/h) oder 16 Seemeilen (30 km) mit 8 Knoten (15 km/h) fahren. Aufgetaucht war es in der Lage, 15.200 Seemeilen (28.200 km) mit 10 Knoten (19 km/h) oder 10.500 Seemeilen (19.400 km) mit 11 Knoten (20 km/h) zurück zu legen. Die Auriga war mit zehn Torpedorohren (21 Zoll, 53,3 cm), einem 10,2-cm-Schiffsgeschütz (QF, 4 Zoll, Mk XXIII), einer 2,0-cm-Maschinenkanone von Oerlikon und einem britischen Vickers-Maschinengewehr (.303) ausgerüstet. Die Torpedorohre waren an Bug und Heck angebracht, an Bord befanden sich zwanzig Torpedos. Die Besatzung bestand aus sechzig Mann.

## Einsatzgeschichte
Im Jahr 1953 nahm die Auriga an der Flottenparade teil, um die Krönung von Elisabeth II. zu feiern.
Im Oktober 1959 wurde sie zur 6. U-Boot-Division in Halifax in Nova Scotia versetzt. Dort nahm sie im März 1961 an einer kombinierten Marineübung mit der United States Navy teil. Nach achtzehnmonatigem Einsatz verließ die Auriga Kanada am 25. April 1961 wieder Richtung Großbritannien.
Am 14. November 1974 wurde die Auriga zum Abwracken verkauft und ab Februar 1975 in Newport verschrottet.